# Ilama
Ilama è un comune dell'Honduras facente parte del dipartimento di Santa Bárbara.
Il comune venne istituito nel 1750.